# نهر كروز

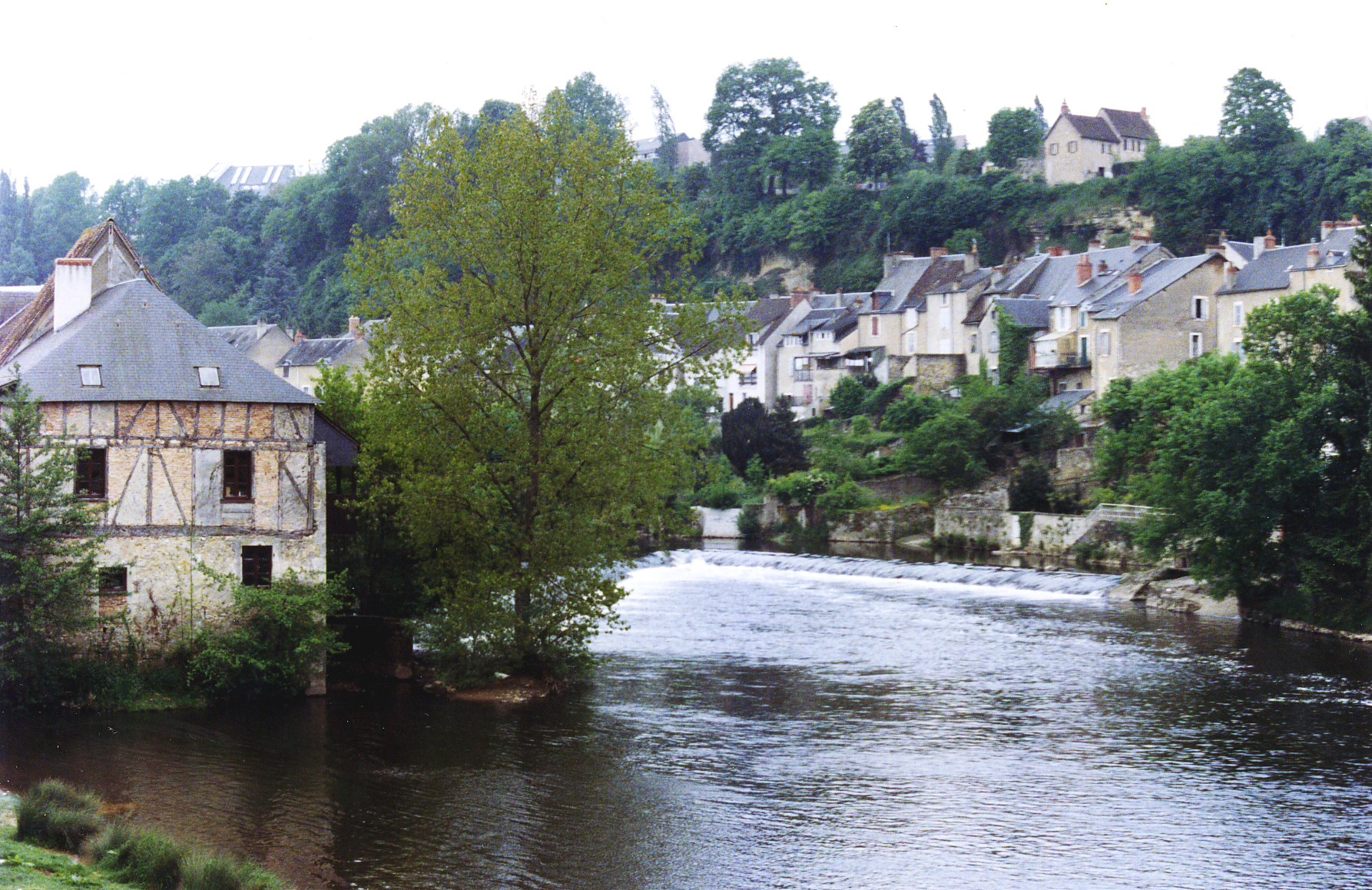
نهر كروز ببلدية أرجينتون سور كروز.

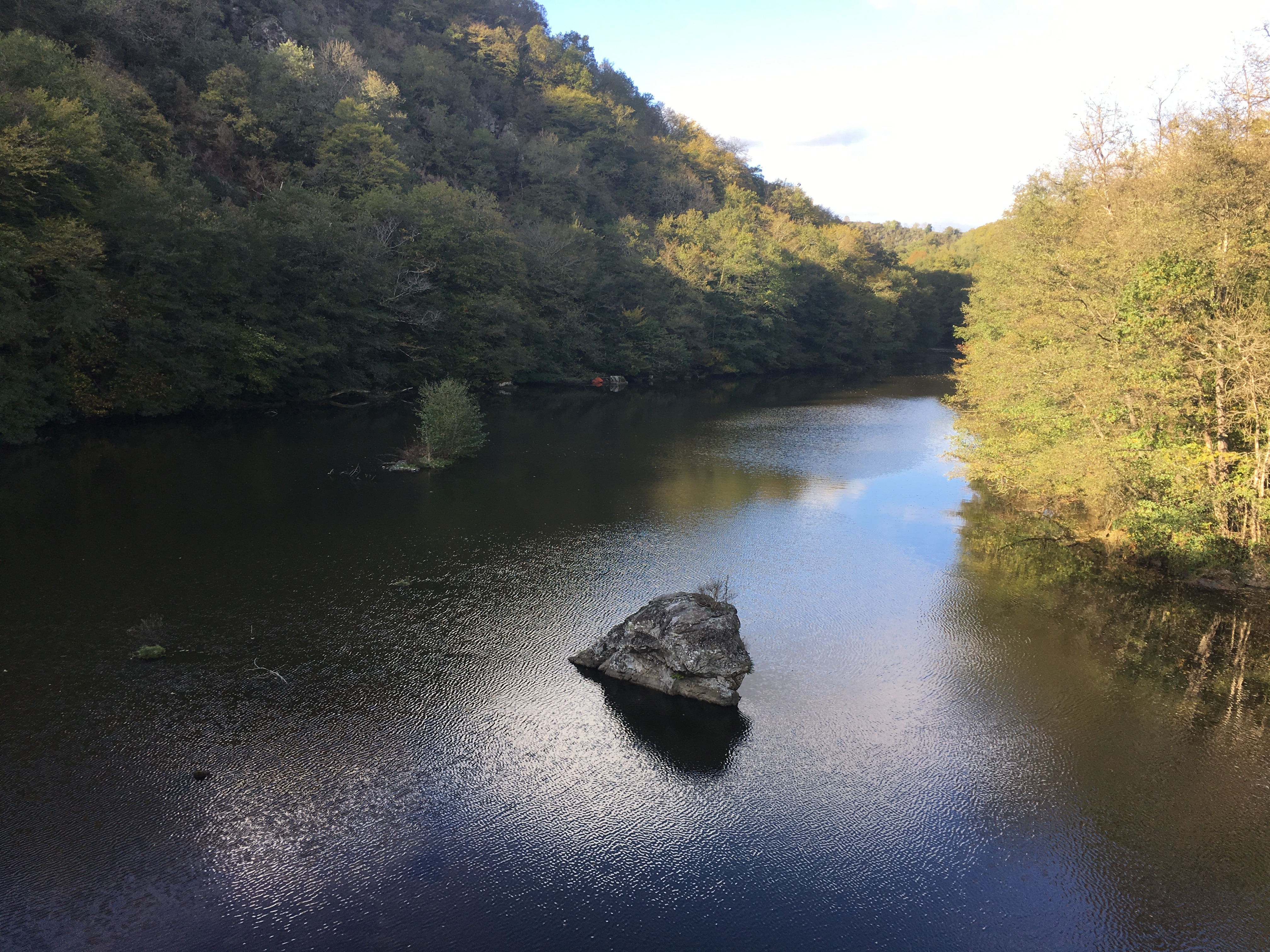
صورة لنهر كروز.

نهر كروز (بالفرنسية: La rivière de la Creuse) هو نهر يقع في غرب فرنسا يبلغ طوله 264 كلم. منابع هذا النهر تعود إلى جبال الكتلة المركزية.